# Geschichte der Eisenbahn in Nordmazedonien

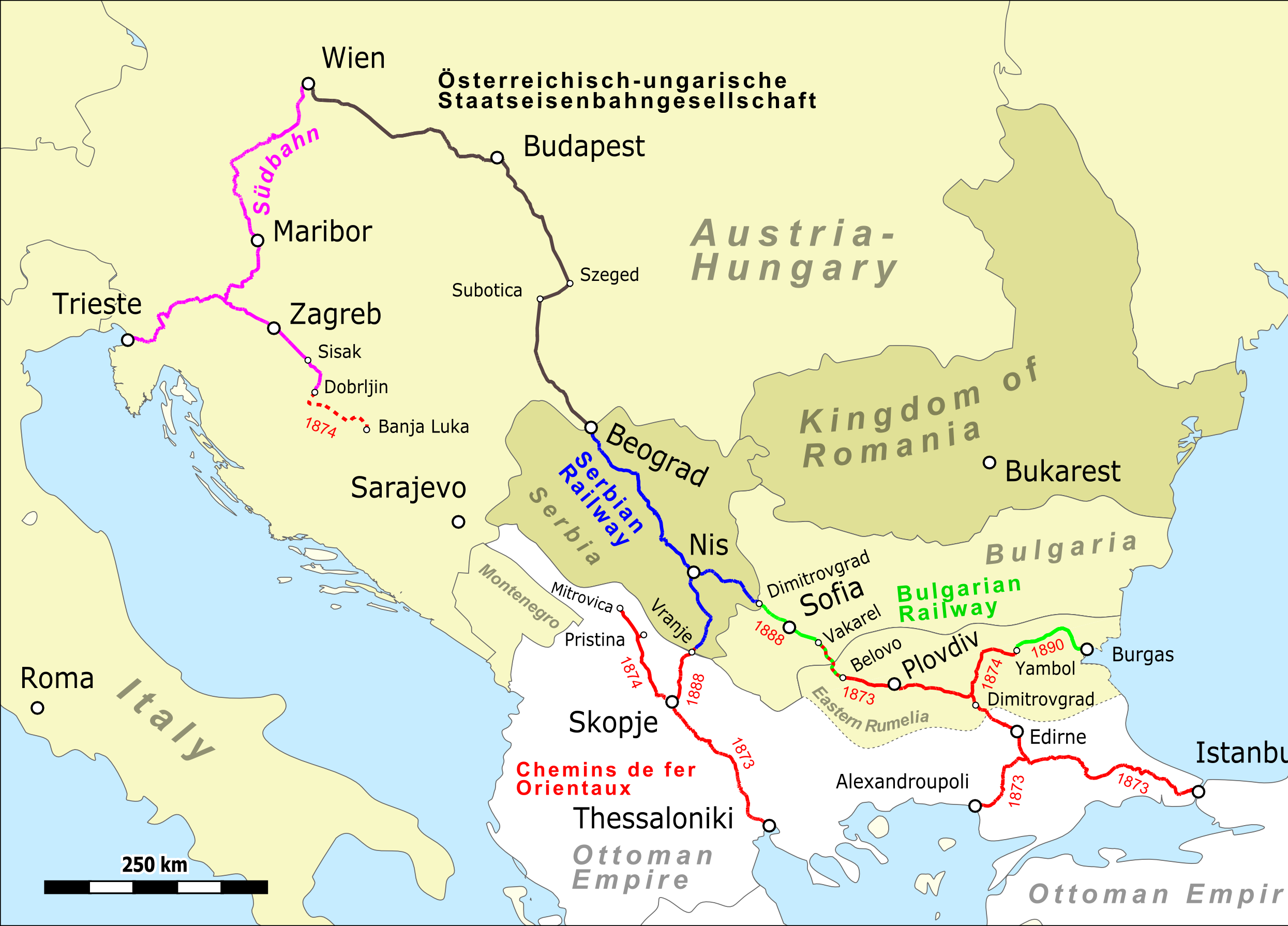
Eisenbahnnetz im Jahr 1888

Die Geschichte der Eisenbahn in Nordmazedonien geht bis in das Jahr 1873 zurück.

## Vorgeschichte

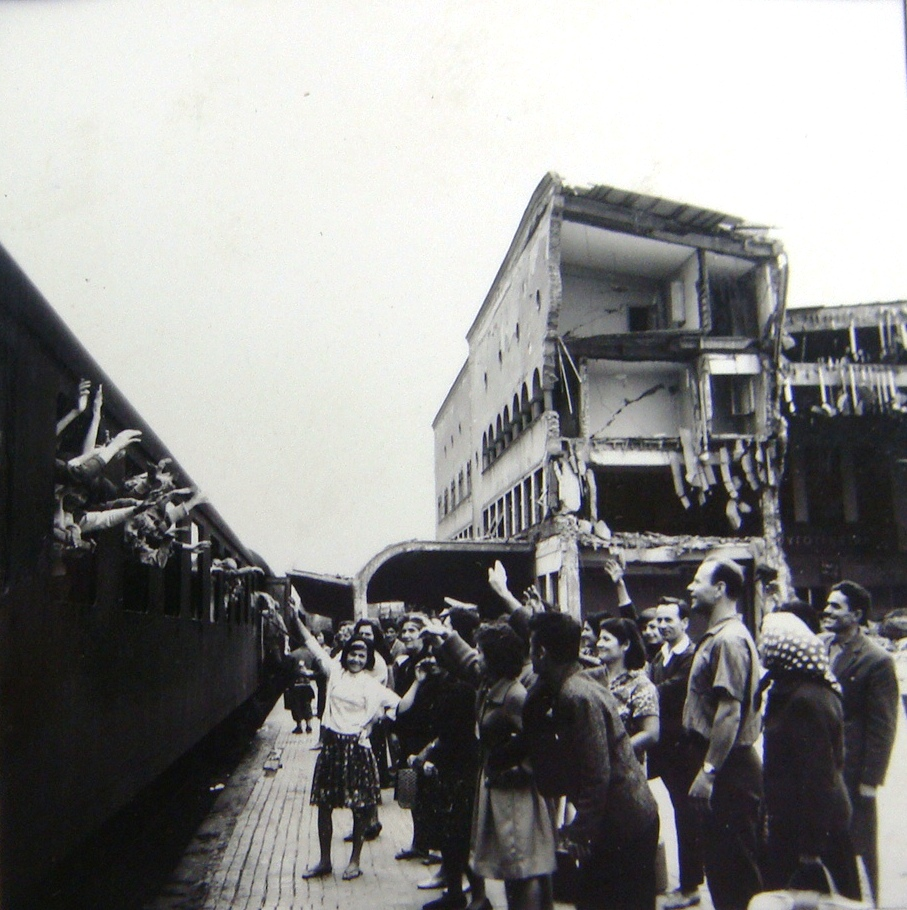
Bahnhof Skopje nach dem Erdbeben von 1963

Die ersten Eisenbahnstrecken im heutigen Nordmazedonien wurden von der Chemins de fer Orientaux (CO, deutsch Orientbahn) erbaut, einer privaten Bahngesellschaft, die wesentlich durch Baron Hirsch kontrolliert wurde, einen deutschen Unternehmer und Finanzier. Er hatte dazu Garantieverträge mit der osmanischen Regierung abgeschlossen. 1873 konnte die CO den Bau der Bahnstrecke Thessaloniki–Skopje als erste Eisenbahnstrecke in der Landschaft Makedonien abschließen, die zum osmanischen Eyâlet Rumelien gehörte. Am 9. August desselben Jahres wurde in Skopje (damals offiziell Üsküb) offiziell der erste Zug aus Thessaloniki begrüßt. 1874 wurde die Strecke von Skopje bis Mitrovica (Kosovo) verlängert. Der Staatsbankrott des Osmanischen Reiches 1875, die Aufstände der Balkanvölker gegen die osmanische Herrschaft und der Russisch-Türkische Krieg brachten den Bahnbau in den Folgejahren jedoch weitgehend zum Erliegen.
Erst 1888 entstand mit der Verbindung von Skopie zur damaligen osmanisch-serbischen Grenze bei Vranje die nächste Strecke im heutigen Nordmazedonien. Zugleich entstand damit die erste Verbindung mit dem (mittel-)europäischen Eisenbahnnetz.
Im 20. Jahrhundert wurden eine Reihe von Bahnstrecken in der Landschaft Makedonien gebaut. Zum Beispiel:
- 1916: Feldbahn Gradsko–Prilep
- 1926: Bahnstrecke Veles–Kočani (vorher Schmalspurbahn)
- 1931: Bahnstrecke Prilep–Bitola
- 1952: Bahnstrecke Skopje–Gostivar (vorher Schmalspurbahn)
- 1956: Bahnstrecke Kumanovo–Beljakovci

Nach dem Zweiten Weltkrieg wurde die Eisenbahndirektion in Mazedonien (mazedonisch Дирекција на железниците во Македонија) in der neugegründeten jugoslawischen sozialistischen Teilrepublik Mazedonien gegründet.
Der Eisenbahnknoten Skopje und ein neuer Personenbahnhof Skopje gingen am 27. Juli 1981 in Betrieb.

## Geschichte seit Gründung der Republik Mazedonien
Nach dem Zerfall Jugoslawiens ab 1991 und Gründung der Republik Mazedonien (seit 2019: Nordmazedonien) wurde eine Bahngesellschaft Makedonski Železnici gegründet. 2007 erfolgte eine Aufteilung in ein Eisenbahninfrastrukturunternehmen namens Makedonski Železnici Infrastruktura (MŽI) und ein Eisenbahnverkehrsunternehmen, das zunächst als Makedonski Železnici Transport (MŽT) firmierte und seit 2019 die Bezeichnung Železnici na Republika Severna Makedonija Transport (ŽRSMT) trägt.